# Сњежана Новаковић Бурсаћ
Сњежана Новаковић Бурсаћ (Бањалука, СФРЈ, 20. новембар 1976) српски је политичар, функционер Савеза независних социјалдемократа (СНСД), актуелни посланик у Представничком дому Парламентарне скупштине Босне и Херцеговине и специјалиста физикалне медицине и рехабилитације.

## Биографија
Сњежана Новаковић Бурсаћ, специјалиста физикалне медицине и рехабилитације је рођена 20. новембра 1976. године у Бањалуци. Основну школу је завршила у родном граду, а Гимназију 1995. године. Дипломирала је на Медицинском факултету у Бањалуци 16. октобра 2003. године.
Специјализирала је физикалну медицину и рехабилитацију 2010. године. Магистарски рад под насловом Мишићноскелетни статус стопала у одређивању категорије ризика настанка компликација диабетес меллитус-а на доњим екстремитетима одбранила је 2016. године на Медицинском факултету у Бањалуци.
Од децембра 2003. до јануара 2014. године била је запослена у ЈЗУ Дом здравља у Бањалуци и радила у Одјељењу за заштиту здравља дјеце и омладине, Служби опште и породичне медицине и Центру за рехабилитацију у заједници. Од јануара 2014. године запослена је као специјалиста физикалне медицине и рехабилитације у Заводу за физикалну медицину и рехабилитацију Др Мирослав Зотовић, а од августа 2015. године обавља послове помоћника директора за медицинске послове. Члан је Светске радне групе за дијабетесно стопало.